# Canteleux
Canteleux är en kommun i departementet Pas-de-Calais i regionen Hauts-de-France i norra Frankrike. Kommunen ligger i kantonen Auxi-le-Château som tillhör arrondissementet Arras. År 2015 hade Canteleux 16 invånare.

## Befolkningsutveckling
Antalet invånare i kommunen Canteleux
| Referens: INSEE |